# Скалецкий, Игорь Павлович
Игорь Павлович Скалецкий (02.07.1937 — 09.01.2009) — конструктор вооружений, лауреат Государственной премии СССР (1986).

## Биография
Родился 2 июля 1937 года в п. Толстое Толстенского района Тернопольская области.
Окончил Киевский политехнический институт по специальности «Радиотехника» (1959).
Работал в лаборатории приемных устройств ОКБ тульского завода № 668 («Арсенал», с 1979 года — НИИ «Стрела»).
Принимал участие в выполнении НИОКР, в освоении серийного производства приемных устройств РЛС комплекса «Шилка».
С 1965 года руководил исследованиями по обнаружению и определению параметров движения малоразмерных аэродинамических целей, движущихся у поверхности земли на фоне помех.
Заместитель главного конструктора комплекса активной защиты танков «Дрозд», участвовал в освоении изделия в серийном производстве.
Получил 16 авторских свидетельств на изобретения. В 1986 году за разработку и внедрение в серийное производство комплекса активной защиты танков «Дрозд» присуждена Государственная премия СССР. Почётный радист (1998). Награждён медалями.
Умер 9 января 2009 года в Туле.